# 蒲𧎛县
蒲𧎛县（越南语：／）是越南平福省下辖的一个县。面积377.5平方千米，2003年时总人口为45253人。

## 地理
蒲𧎛县东和南接布亚摩县，西接禄宁县，北接柬埔寨。

## 历史
2005年5月16日，善兴社部分区域划归兴福社管辖，兴福社析置福善社，清和社析置清平市镇。

## 行政区划
蒲𧎛县下辖1市镇6社，县莅清平市镇。
- 清平市镇（Thị trấn Thanh Bình）
- 兴福社（Xã Hưng Phước）
- 福善社（Xã Phước Thiện）
- 新城社（Xã Tân Thành）
- 新进社（Xã Tân Tiến）
- 清和社（Xã Thanh Hòa）
- 善兴社（Xã Thiện Hưng）